# Louis August le Clerc

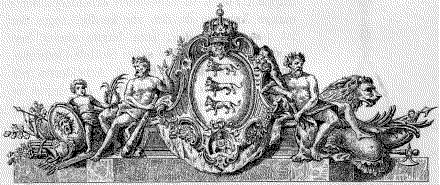
Le Clercs Zeichnung für die Portalbekrönung in Christiansborg

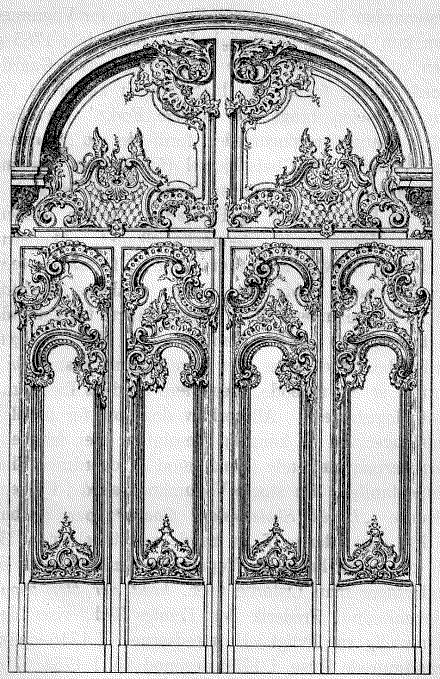
Nicolai Eigtveds Zeichnung für das Hauptportal von Christiansborg, gearbeitet von Le Clerc

Louis August le Clerc, auch Louis-Augustin le Clerc (* 1688 in Metz; † 8. März 1771 in Kopenhagen) war ein französischer Bildhauer, der von seinem 47. Lebensjahr bis zu seinem Tod in Dänemark als Hofbildhauer und Hochschullehrer der Königlich Dänischen Kunstakademie arbeitete. Er trug zur Einführung des Rokoko in Dänemark bei.

## Leben
Louis August le Clerc war Sohn des Kupferstechers Sébastien Le Clerc und dessen Ehefrau Charlotte van den Kerckhove. Er studierte an der Académie royale de peinture et de sculpture bei dem Bildhauer Charles-Antoine Coysevox. Während seines Studiums wurden zwei Arbeiten von ihm durch die Akademie preisgekrönt.
Reisen führten ihn 1734–1735 nach Ansbach in Bayern und nach Brühl bei Köln.
In Ansbach arbeitete er für Markgraf Karl Wilhelm Friedrich von Brandenburg-Ansbach.
In Brühl arbeitete er 1734–1735 für den Kölner Erzbischof und Kurfürsten Clemens August von Wittelsbach als Assistent des bayrischen Hofbaumeisters  François de Cuvilliés an dem kurfürstlichen Jagdsitz Falkenlust. Die benachbarten Schlösser Augustusburg und Falkenlust gelten heute als bedeutende Bauwerke des Spätbarock und Rokoko im Rheinland; sie wurden 1984 durch die UNESCO zum Welterbe erklärt. Bis heute sind an Schloss Falkenlust Figurengruppen in den Mauernischen des oberen Vestibüls, gearbeitet von le Clerc, erhalten.

### Berufung nach Dänemark

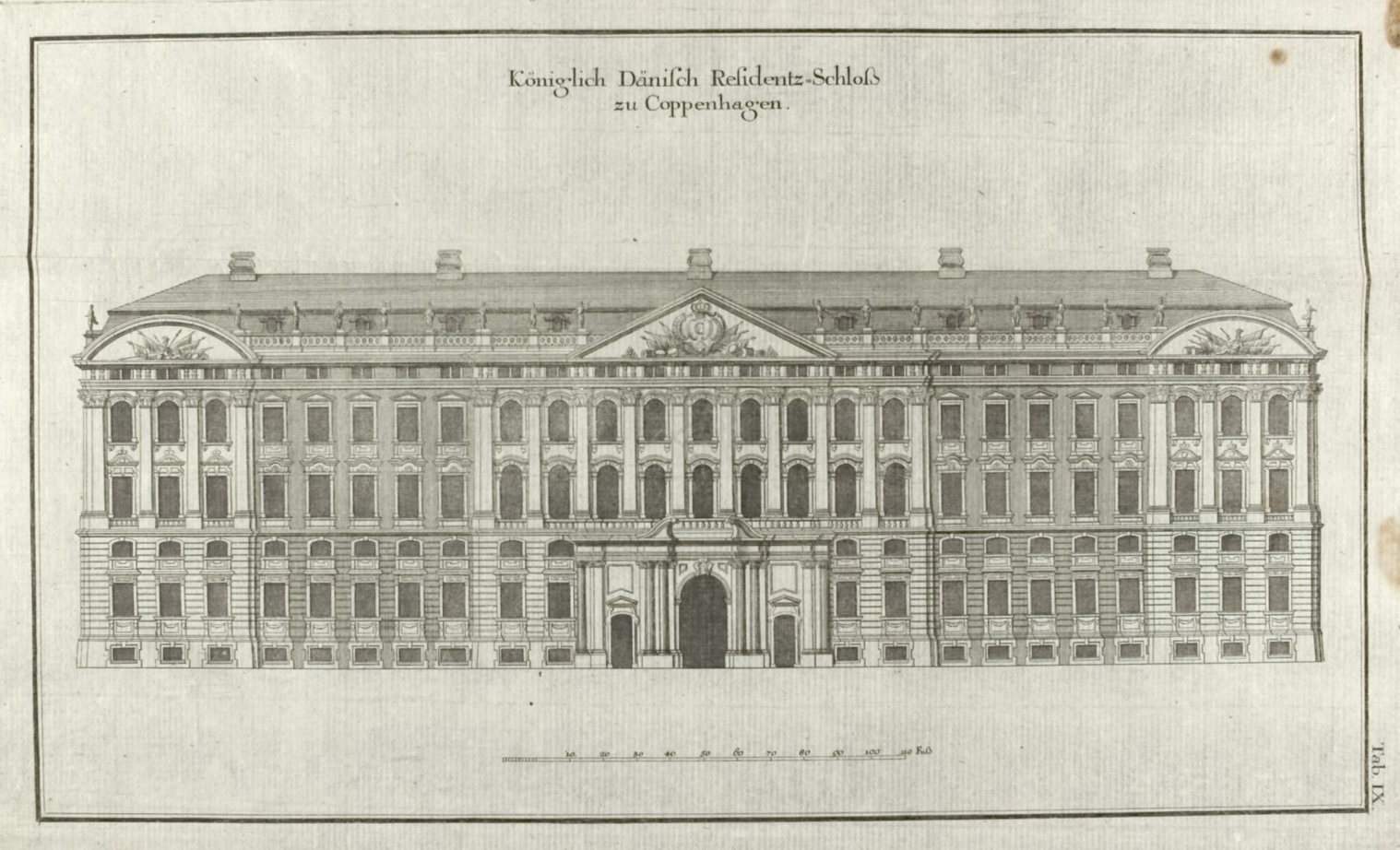
Christiansborg (um 1740)

Im Sommer 1735 wurde le Clerc durch König Christian VI. von Dänemark nach Kopenhagen berufen, um bei der Inneneinrichtung des Schlossneubaus Christiansborg behilflich zu sein. Zusammen mit seiner Ehefrau Caroline Wilhelmine Isabella zog er nach Dänemark und wurde noch im Dezember des gleichen Jahres zum Hofbildhauer bestellt.
Gemeinsam mit den Architekten Elias David Häusser und Nicolai Eigtved gehört er zu den entscheidenden Planern und Baumeistern von Christiansborg und war für die Skulpturen und Steinmetzarbeiten 1737 hauptverantwortlich. Fast alle seiner Arbeiten in Christiansborg wurden jedoch bei dem Brand des Schlosses 1794 zerstört.

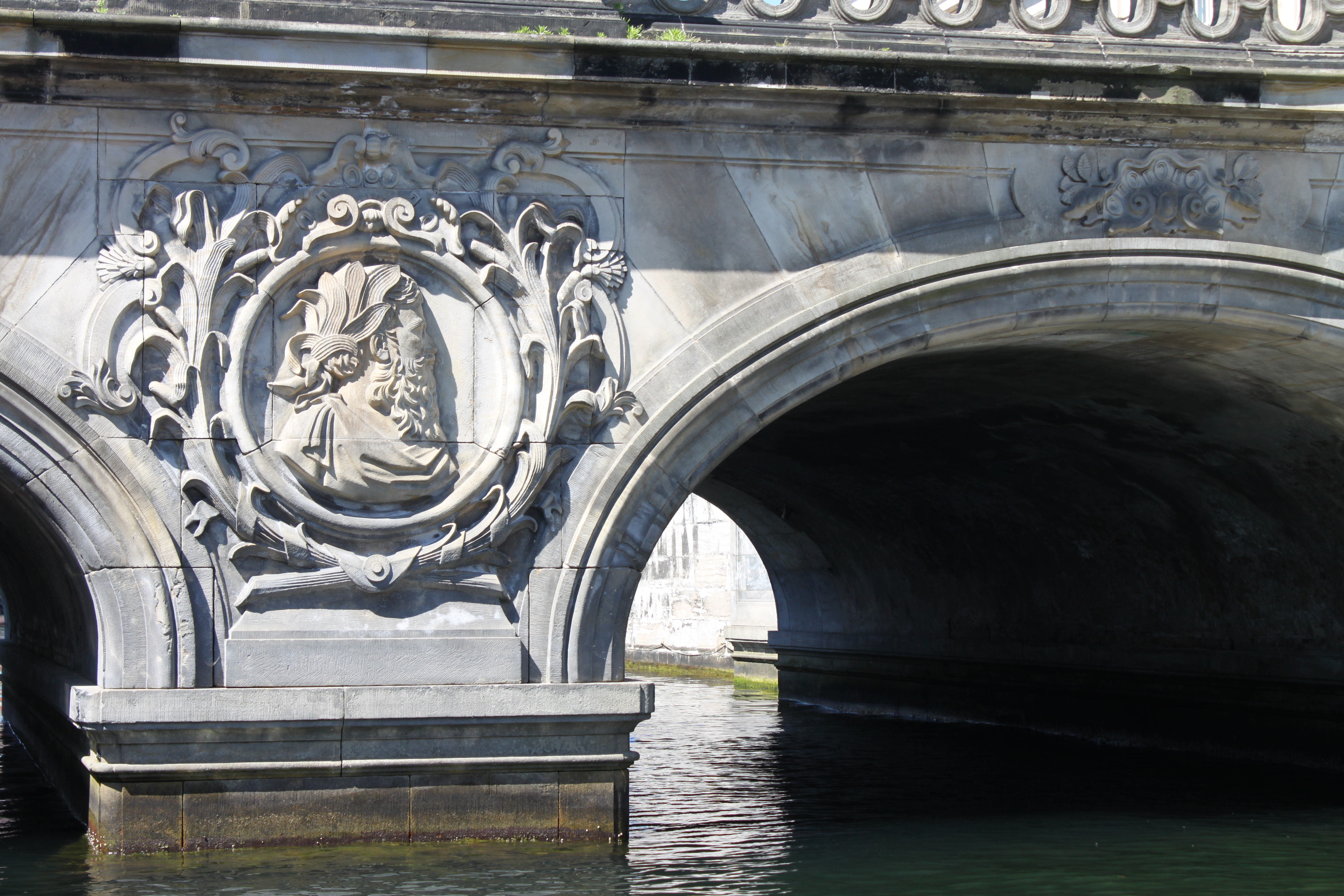
Reliefs an der Marmorbroen

Bis heute erhalten haben sich holzgeschnitzte Vasen in den Pferdeställen von Christiansborg und die Reliefmedaillons an der Seite der Marmorbrücke (Marmorbro),  die zum Haupteingang des Schlosses führt. Vier perspektivische Zeichnungen von Christiansborg aus der Hand Le Clercs (174/-1747) sind im Kupferstichkabinett in Kopenhagen erhalten.
1739 schuf er einen Brunnen für die Königlichen Gärten (Kongens Have) von Schloss Rosenborg mit einem Jungen und einem Schwan. Das Original aus Sandstein wurde 1837 durch eine Bronzeplastik mit ähnlichem Motiv des Bildhauers Hermann Ernst Freund ersetzt.
Weiter enthält der Rittersaal im Palais Moltke des Schlosses Amalienborg Schnitzarbeiten von ihm.

### Führung der Königlichen Kunstakademie
Nach dem Tod von Hinrich Krock 1738 übernahm le Clerc zusammen mit dem Venezianischen Historienmaler Hieronimo Miani die Führung der jungen Dänischen Akademie, die damals noch Zeichen- und Malerakademie (Tegne- og Malerakademiet) hieß.  Le Clerc fungierte von 1740 bis 1748 als Leiter dieser Akademie zunächst allein, nachdem Miani 1745 Dänemark verließ, dann übernahm im Zuge des Thronwechsels in Dänemark der Architekt Nicolai Eigtved die Leitung. Das Jahr 1746 mit König Friedrich V. als Nachfolger von König Christian VI. bedeutete so auch im Kunstleben des absolut regierten Dänemarks eine Zäsur.
Friedrich V. unterstützte zwar die Akademie, aber sein Kunstgeschmack war ein anderer. Le Clerc erhielt den Titel eines Professors der Akademie, aber die von ihm vertretene Kunst war zunehmend weniger gefragt.
Friedrich V. gründete 1754 die heute bestehende Kunstakademie (Det kongelige skildre-, billedhugger- og bygningsakademi). Le Clerc wurde als Professor Mitglied dieser Akademie im Jahr ihrer Gründung; er spielte jedoch für den dänischen Kunstbetrieb keine Rolle mehr. Deutlich wurde dies durch die Berufung des französischen Bildhauers Jacques Saly nach Dänemark 1752; er erhielt den Auftrag, das monumentale Reiterstandbild Friedrichs. V. für den Innenhof von Amalienborg zu fertigen. Le Clerc war bedeutungslos geworden.
Er war bis zu seinem Tod weiter als Professor der Akademie tätig. Diese verwahrt sein Porträt gemalt von Carl Gustaf Pilo. Er starb in seinem Haus in der Kopenhagener Brolæggerstræde und wurde auf dem Friedhof der Reformierten Gemeinde Kopenhagens beigesetzt.

## Familie
Nach dem Tod seiner ersten Frau im Januar 1741 heiratete er im Januar 1742 in zweiter Ehe Jacobine Louise Lefèvre.